# IJgeul
L'IJgeul o fosso di IJ è uno scavo artificiale sul fondo del Mare del Nord, al largo della costa di IJmuiden, che garantisce il passaggio di imbarcazioni con un ampio pescaggio nel porto di IJmuiden e nel canale del Mare del Nord, fino al porto di Amsterdam (come l'Eurogeul del porto di Rotterdam).
Il nome viene da IJ e geul, una parola olandese che significa "la porzione di un canale che ha bisogno di essere dragata."

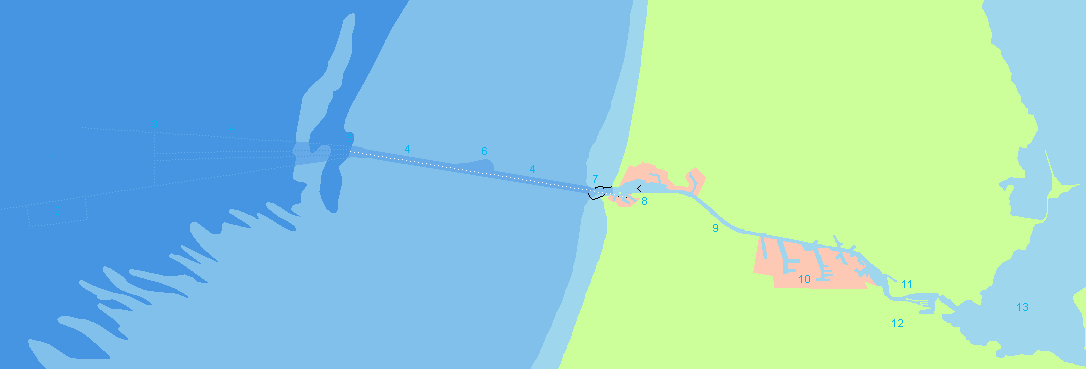
1. Corridoi esterni
2. Zona d'attracco
3. 43 km di rotta fino a IJmuiden
4. IJgeul
5. 23 km di rotta fino a IJmuiden
6. Zona di inversione di rotta
7. 0 km
8. Chiuse di IJmuiden
9. Canale del Mare del Nord
10. Il porto di Amsterdam
11. L'IJ
12. Amsterdam
13. IJmeer
Tratteggiati in bianco i fari guida.

## Storia
Quando l'IJgeul fu inaugurato nel 1982, il pescaggio massimo di cui un'imbarcazione poteva disporre era di 16,5 metri. Nel 2006, il Ministero dei Trasporti, dei Lavori Pubblici e della Gestione delle Acque decise di renderlo più profondo ed estendere l'IJgeul. I lavori hanno aumentato il limite di grandezza del pescaggio fino a 17,8 metri. Inoltre, l'IJgeul fu esteso in lunghezza da 23 a 43 chilometri.

## Circolazione
Il traffico navale è strettamente controllato; le imbarcazioni devono seguire i fari guida negli ultimi 23 km di rotta contrassegnati dal faro alto di IJmuiden e dal faro basso di IJmuiden. A 18 km dalla costa è stata lasciata una zona di manovra che, in caso di problemi, consente alle imbarcazioni di invertire rotta.
Dal 2006 la Prostar Sailing Directions fornisce dettagliate informazioni sull'approccio e sulle restrizioni da seguire.

## Affluenza
L'affluenza media annuale è di 90 imbarcazioni dal massimo pescaggio consentito.